# Wielbasis

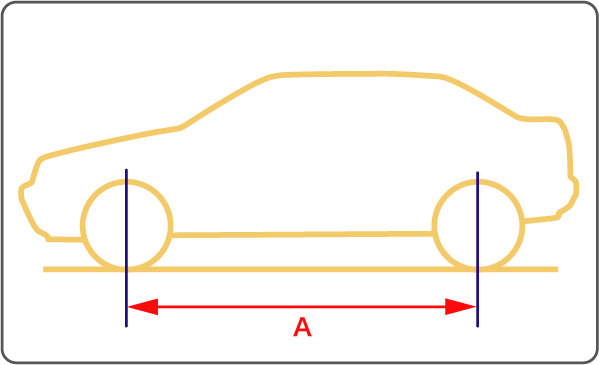
Silhouet van een auto met de wielbasis ingetekend

De wielbasis van een voertuig is de afstand tussen de middelpunten van de
voor- en de achteras; niet te verwarren met de spoorbreedte, die de afstand tussen de wielen op dezelfde as weergeeft.

## Auto
Hoe groter de wielbasis van een auto is, hoe ruimer hij is. Van luxe-auto's
worden vaak limousines afgeleid met een verlengde wielbasis. Een lange wielbasis
geeft ook meer comfort door een mindere duikneiging. Anderzijds neemt een auto
met korte wielbasis gemakkelijker scherpe bochten. De wielbasis wordt gewoonlijk
in millimeter opgegeven. Ter voorbeeld: de Fiat Panda uit 2003 heeft
een wielbasis van 2.299 mm. De BMW 7-serie E65 heeft een wielbasis van 2.990
mm. Van deze luxewagen bestaat ook een verlengde - E66 - versie met een wielbasis
van 3.130 mm.

## Motorfiets

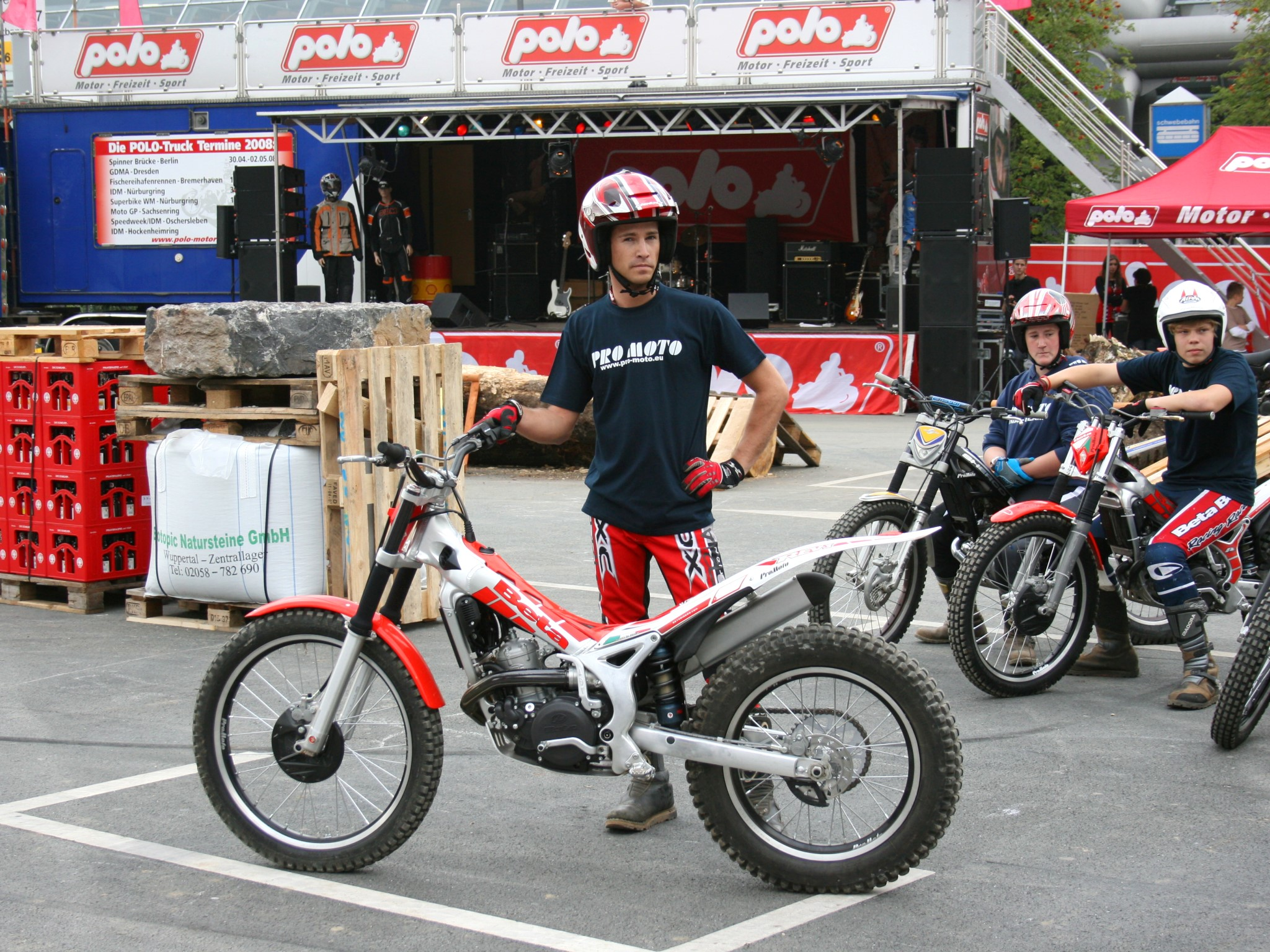
Extreem korte wielbasis op een trialmotor

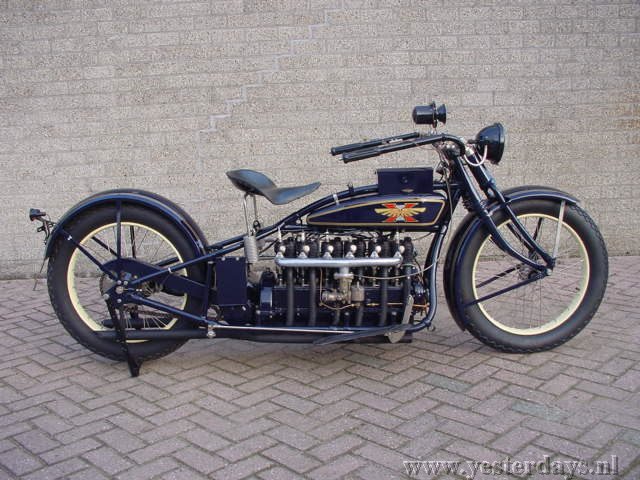
De rekening voor een langsgeplaatste zescilinder wordt betaald met een zeer grote wielbasis. In de VS met hun lange snelwegen was en is dat minder een probleem dan in Europa

Bij motorfietsen beïnvloedt de wielbasis het rijgedrag in hoge mate. Simpel gesteld zorgt een lange wielbasis voor een betere rechtuitstabiliteit (bijvoorbeeld bij een chopper of een custom), een korte wielbasis zorgt voor kortere bochten (bijvoorbeeld bij een trialmotor). Anders dan bij auto's is de wielbasis van motorfietsen soms inherent aan het gebruikte motorblok: BMW paste bijvoorbeeld bij de BMW K100 (met een liggende langsgeplaatste viercilinder motor) een lange slag toe omdat de grote boringen het motorblok langer zouden maken, en daarmee ook de wielbasis.